# Sipei, Kărdjali
Sipei (în bulgară Сипей) este un sat în comuna Kărdjali, regiunea Kărdjali,  Bulgaria. 

## Demografie
Componența etnică a satului Sipei
     Turci (65,54%)
     Nicio identificare (33,78%)
     Altele (0,67%)
La recensământul din 2011, populația satului Sipei era de 444 locuitori. Din punct de vedere etnic, majoritatea locuitorilor (65,54%) erau turci. Pentru 33,78% din locuitori nu este cunoscută apartenența etnică.